# Arava Kimura
Arava Kimura (japonsko 木村 現), japonski nogometaš, * 8. julij 1931, Hirošima, Japonska, † 21. februar 2007.
Za japonsko reprezentanco je odigral 6 uradnih tekem.